# ناوشکن کلاس سارو
دیسترویر کلاس سارو (به انگلیسی: Sauro-class destroyer) یک کلاس از کشتی است که طول آن ۹۰٫۱۶ متر (۲۹۵ فوت ۱۰ اینچ) می‌باشد.